# جون غارسيا
جون غارسيا (بالإسبانية: Jon García Herrero)‏ (4 يونيو 1991 بلباو إسبانيا - ) هو لاعب كرة قدم إسباني يلعب كمدافع.

## روابط خارجية
- جون غارسيا على موقع قاعدة بيانات كرة القدم.إي يو (الإنجليزية)
- جون غارسيا على موقع Soccerway.com (الإنجليزية)
- جون غارسيا على موقع AS.com (الإسبانية)